# 1362 Griqua
1362 Griqua је астероид. Приближан пречник астероида је 29,90 ,
а средња удаљеност астероида од Сунца износи 3,218 астрономских јединица (АЈ).
Инклинација (нагиб) орбите у односу на раван еклиптике је 24,208 степени, а орбитални период износи 2108,760 дана (5,773 година). Ексцентрицитет орбите астероида износи 0,371.
Апсолутна магнитуда астероида износи 11,18 а геометријски албедо 0,066.
Астероид је откривен 31. јула 1935. године.